# Wseswit
Wseswit (ukr. Всесвіт) – ukraińskie czasopismo literackie, miesięcznik założony w 1925 roku, publikujący przekłady literatury zagranicznej w języku ukraińskim.

## Historia
Tytuł czasopisma oznacza „wszechświat”. Jest to najstarsze ukraińskie czasopismo literackie, zostało założone w 1925 roku. Inicjatorami powstania pisma byli: Wasyl Błakytnyj, Mykoła Chwylowy i Ołeksandr Dowżenko. Pierwszy numer ukazał się 15 stycznia 1925 roku. W latach 1925–1934 redakcja czasopisma mieściła się w Charkowie. W 1933 roku czasopismo „Dekada” założone w 1930 roku połączyło się z „Wseswitem”. Po odwilży pismo reaktywowano, kontynuowało ono działalność od 1958 roku w Kijowie. Siedziba czasopisma znajduje się tamże przy ul. Ołesia Honczara 52/7. 

## Działalność
Jest to miesięcznik ilustrowany. Na przestrzeni 80 lat istnienia pisma na jego łamach ukazało się ponad 500 powieści (m.in. Sto lat samotności, Ostatni don), ponad 1000 zbiorów wierszy, a także opowiadania, sztuki teatralne, eseje, wywiady, recenzje z ponad 100 państw, przełożone z ponad 80 języków. W czasopiśmie ukazywały się przekłady znanych zachodnich pisarzy, takich, jak np. Franz Kafka, James Joyce, William Faulkner. Czasopismo ma podobny profil wydawniczy do polskiej „Literatury na Świecie”.
Od 1995 roku czasopismo przyznaje nagrodę Ars Translationis pamięci Mykoły Łukasza.
Wydawnictwo Wseswit publikuje literaturę piękną, m.in. dzieła Franza Kafki czy Andrzeja Walickiego.